# Meghan Trainor
Meghan Elizabeth Trainor (Nantucket, 22 de dezembro de 1993) é uma cantora, compositora e produtora norte-americana. Nascida e criada em Nantucket, Massachusetts, Trainor escreveu, gravou, performou e produziu três álbuns lançados independentemente durante seus quinze e dezessete anos de idade.
Apesar de ter lançado três álbuns de forma independente, Meghan só conseguiu grande notoriedade da mídia e do público quando assinou um contrato de gravação com a Epic Records em 2014, chegando a fama com o single "All About That Bass", o qual chegou ao topo de cinquenta e oito países e se tornou um dos singles mais vendidos de todos os tempos, tendo inclusive chegado ao número um da Billboard Hot 100 e ficado lá por 8 semanas. Mais tarde, o álbum Title, lançado em janeiro de 2015, debutou no topo da tabela Billboard 200, conseguindo vender mais de três milhões de cópias mundialmente, produzindo singles que ficaram entre as vinte melhores posições da Billboard Hot 100: "Lips Are Movin", "Dear Future Husband", e "Like I'm Gonna Lose You".
Influenciada proeminente pelas eras das anos 50 e anos 60, o trabalho de Meghan teve sua popularidade impulsionada pela sua estética baseada no estilo retrô. Temas comuns em suas letras incluem feminilidade moderna, imagem corporal e empoderamento. O trabalho da artista foi agraciado com vários prêmios e indicações, incluindo um Grammy e dois Billboard Music Awards.

## Vida e carreira

### 1993–2008: Início de vida
Meghan Elizabeth Trainor nasceu em 22 de dezembro de 1993 em Nantucket, Massachusetts, é filha de Kelly Anne "Kelli" (Jekanowski) e Gary Trainor, ambos proprietários de lojas de jóias. Tem ainda dois irmãos, Ryan (nascido em 1992) e Justin, seu irmão mais novo. Começou a cantar aos seis anos, inicialmente com seu pai na igreja. Ela iniciou suas composições de música aos 11 anos, quando fez seu próprio arranjo da canção "Heart and Soul", lançada em 1938. Trainor atribui seu início precoce na música por ter nascido em uma família musical. O pai de Trainor era professor de música e músico, sendo que tocava órgão em uma igreja Metodista. Seu tio-avô Bob LaPalm era um membro da banda de rock NRBQ, e a tia e tio de Trainor, Lisa e Burton Toney, são compositores e cantores de música soca.
Aos 11 anos, Trainor disse ao pai que queria se tornar um artista musical e começou a escrever canções, as gravando usando o GarageBand do seu MacBook. Seu pai a incentivou a explorar vários gêneros musicais. Com 12 anos, Trainor apresentou como parte da Island Fusion, uma "festival para bandas de todos os fins", na qual realizou covers, cantou músicas soca, e suas próprias composições. A banda que se apresentou no festival incluiu sua tia, seu irmão mais novo e seu pai. Trainor tocava piano, violão e bongô, cantando com a banda durante quatro anos. Aos 13 anos, a cantora escreveu sua primeira canção original, "Give Me a Chance". Quando a artista estava na oitava série, a família deixou Nantucket. Elas se mudaram temporariamente para Orleans, Massachusetts depois se mudando para North Eastham, Massachusetts, onde Trainor estudou em Nauset Regional High School. Na Nauset Regional High, Trainor estudou guitarra e foi uma animadora de torcida substituta. Adicionalmente, Trainor cantou e tocou trompete em uma banda de jazz por três anos.
Enquanto ela ainda era um adolescente, os pais de Trainor a incentivaram para participar de convenções de composição, e eles a levaram para locais onde empresas de produção estavam à procura de novos artistas e compositores. Com 15 anos de idade, ela teve aulas de guitarra do ex-membro da banda NRBQ, Johnny Spampinato. Durante este tempo, Trainor usou o Logic Studio para gravar e produzir suas composições, e mais tarde trabalhou de forma independente a partir de um estúdio em casa que seus pais construíram para a musicista.

### 2009–13: Início da carreira
Durante seus 15 e 17 anos de idade, Trainor lançou de forma independente três álbuns de material dos quais ela escreveu, gravou e cantou. Seu álbum demo de estreia, autointitulado e lançado em 25 de dezembro de 2009, recebeu airplay da estação de rádio local WCIB. A cantora se inscreveu no Summer Performance Program, no Berklee College of Music durante o verão de 2009 e de 2010, atingindo as finais da competição de composição do programa. A artista também lançou "Take Care of Our Soldiers" em 16 de abril de 2010 na loja digital da iTunes, como um single de caridade em apoio das tropas americanas do exterior. Em 2011, ela lançou dois álbuns acústicos, sendo também demos, intitulados como I'll Sing with You e Only 17. Durante esse tempo, ela recebeu os prêmios de "Best Female Artist" no International Acoustic Music Awards de 2009, e o "Grand Prize" no New Orleans Songwriter's Festival de 2010, o Tennessee Concerts Song Contest de 2011 e o John Lennon Love Song Songwriting Contest, ocorrido no mesmo ano.
Para uma conferência de música em Colorado, Trainor foi introduzida pelo membro NRBQ, Al Anderson. Impressionado com a habilidade de composição de Trainor, Anderson se referiu a cantora para seu editor, Carla Wallace do Big Yellow Dog Music, pedindo que Wallace assinasse Trainor. Ao mesmo tempo, foi oferecida para a cantora uma bolsa integral para a Berklee College of Music; no entanto, ela decidiu renunciar a faculdade para perseguir uma carreira como compositora. Wallace ofereceu para a musicista um contrato de publicação com a Big Yellow Dog Music, e Trainor assinou este com 17 anos. Ela começou sua carreira como compositora em parte devido à sua capacidade de escrever em uma série de estilos de gênero. Ela se atraiu para as publicações de canções, insegura de si mesma como um artista de gravação; seu pai relembrou que "ela pensava que ela era uma das meninas gordinhas que nunca seria um artista". Trainor se formou na Nauset Regional High School em 2012. Seu segundo single, "Who I Wanna Be", foi lançado em 24 de abril de 2012.
Durante 2013, a musicista viajou para Nashville, Nova Iorque e Los Angeles, onde ela iria escrever e ajudar a produzir músicas pop e country. Ela também cantava os principais vocais e os vocais de apoio para demos de outros artistas, com seus vocais ocasionalmente chegando ao corte final. Ela mais tarde conseguiu seu primeiro royalty por escrever para artistas da Itália e da Dinamarca. Em junho de 2013, Trainor conheceu o produtor Kevin Kadish em Nashville, através de uma referência de Wallace e um amigo em comum. Kadish e Trainor compartilharam um amor por música de estilo retrô, e começaram a trabalhar juntos naquele mesmo mês. Trainor mais tarde ficou frustrada com o deslocamento para Los Angeles para as sessões de composição. Os pais dela não queriam que ela se mudasse, descrevendo que a mudança para a cidade seria cara. Em novembro de 2013, Trainor decidiu se mudar para Nashville. Lá, ela escreveu canções para uma série de atos, incluindo Hunter Hayes, Rascal Flatts, R5, e Sabrina Carpenter.

### 2014–15: Reconhecimento comTitle

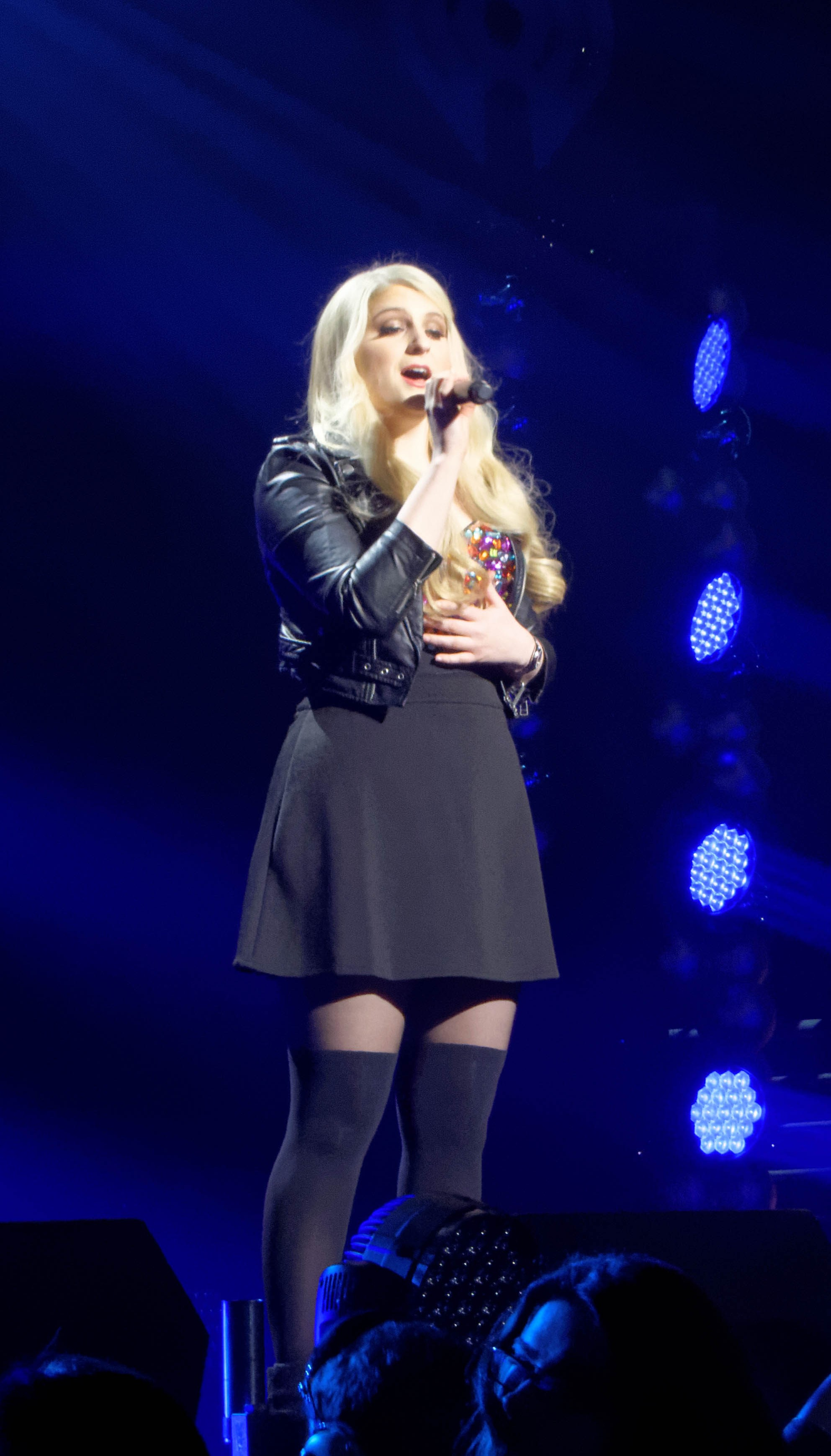
Trainor se apresentando na Philadelphia durante a Jingle Ball Tour 2014

Kadish e a cantora compuseram "All About That Bass" em 2014. Depois de várias gravadoras recusarem a canção para seus artistas a gravarem, Trainor gravou a canção para si mesma, executando-a em um ukulele para L. A. Reid, o presidente da Epic Records, em um teste para entrar na mesma. Trainor contratou Troy Carter para ser seu gerente. "All About That Bass" foi lançada oficialmente em 30 de junho de 2014, e seu vídeo musical se tornou um hit viral. "All About That Bass" conseguiu a primeira posição em 58 países e conseguiu ser um dos singles mais vendidos de todos os tempos, com vendas mundiais contadas como 11 milhões de unidades até dezembro de 2014.
"All About That Bass" precedeu o primeiro extended play (EP) oficial de Trainor, Title, lançado em 9 de setembro de 2014. As faixas foram compostas somente por Trainor e Kadish, com o material entrando na 15ª posição da Billboard 200 e 17ª posição na Canadian Albums Chart. Trainor lançou seu segundo single, "Lips Are Movin" no final de outubro de 2014, com seu vídeo musical sendo comissionado pela Hewlett-Packard, que incluiu Trainor como parte de uma campanha promocional para o produto HP Pavilion. A canção teve como pico a quarta posição na Billboard Hot 100, entrando também nas dez melhores posições da Austrália e Canadá. Em novembro de 2014, ela apareceu como mentora convidada na sétima temporada do The Voice. A artista também foi listada como quarta maior Trending Music Artist no Year in Search de 2014 da Google. A Billboard colocou a cantora na quarta posição de sua lista New Artist of The Year, também a colocando na 12ª posição da 21 Under 21 2014.
Sony Music Entertainment solicitou que a até então publicadora de Trainor, Big Yellow Dog Music, tirasse os três álbuns lançados por Trainor de circulação, na preparação para o lançamento de seu primeiro álbum em uma grande gravadora, também tendo como nome Title. Como resultado, Title é reconhecido como sendo o primeiro álbum de estúdio da artista. Ele atua como um substituto completo de seu EP de mesmo nome, e foi lançado em 9 de janeiro de 2015. O álbum debutou no topo da Billboard 200, fazendo ela a 13ª artista feminina com uma canção e álbum de estréia em primeira posição. Em 3 de março do mesmo ano, Trainor lançou o terceiro single do álbum, sendo ele a canção "Dear Future Husband", que eventualmente estreou dentro das vinte melhores posições da Hot 100.

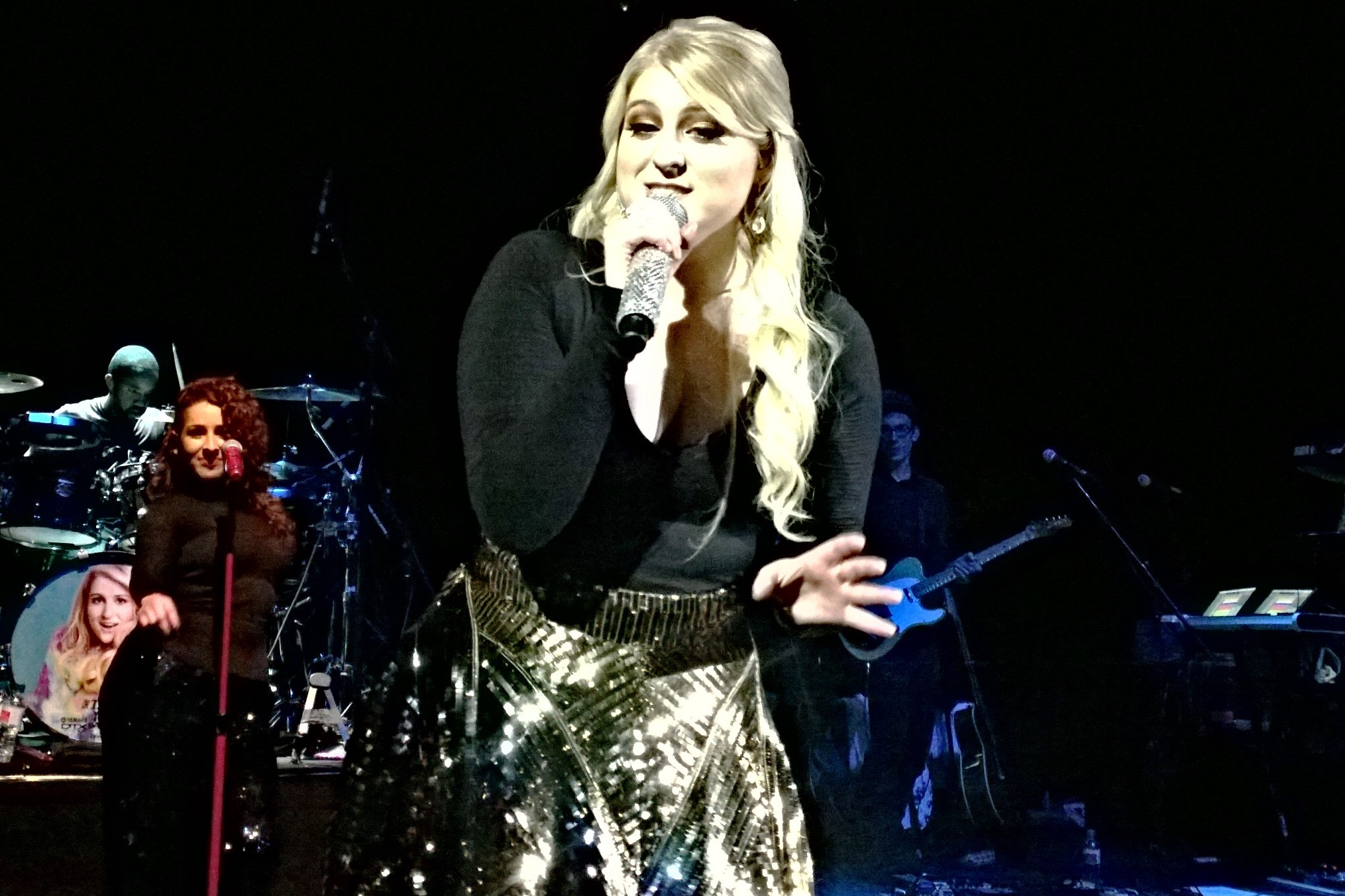
Trainor se apresentando na Shepherd's Bush Empire, localizada na cidade de Londres, como parte da digressão That Bass Tour, em abril de 2015.

Trainor também participou do primeiro single de Charlie Puth, sendo ele "Marvin Gaye", que foi lançado em março de 2015. Em junho de 2015, seu single "Like I'm Gonna Lose You" em participação com John Legend, foi sua segunda primeira posição na ARIA Charts e sua terceira vez que entrou nas dez melhores posições da Billboard Hot 100. A primeira turnê como atração principal de Trainor, That Bass Tour, começou em 11 de fevereiro de 2015, com a banda australiana Sheppard sendo o ato de abertura. O álbum era para ser promovido mediante a MTrain Tour, com Charlie Puth e a banda Life of Dillon como atos de abertura, e seria começada em 3 de julho de 2015. No entanto, em torno desse tempo ou pouco depois, em julho de 2015, ela foi diagnosticada com uma hemorragia nas cordas vocais — potencialmente grave, mas um caso pouco comum entre os cantores, e foi ordenada por sua equipe médica a se submeter em um repouso vocal completo, o que significou o cancelamento ou atraso de pelo menos as duas primeiras datas da MTrain Tour: uma apresentação marcada para o dia 3 de julho de 2015, no Borgata em Atlantic City, Nova Jérsia, e no dia 4 de julho de 2015, no Mohegan Sun, em Uncasville, Connecticut.
Em 11 de agosto de 2015, Trainor anunciou em suas redes sociais que ela iria cancelar o restante de sua turnê estadunidense devido a uma maior hemorragia nas cordas vocais e que procuraria a cirurgia "para finalmente corrigir isso de uma vez por todas". Em 28 de julho de 2015, foi anunciando que Trainor escreveu uma canção para a trilha sonora do Peanuts, O Filme, intitulada "Better When I'm Dancin'", e que iria ser cantada por ela mesma. "Better When I'm Dancin'", lançada com um vídeo musical acompanhante, está presente no Just Dance Unlimited. Em agosto de 2015, Trainor co-escreveu o single de Rascal Flatts, "I Like the Sound of That". Em 30 de outubro de 2015, Trainor apareceu na série Undateable; ela também fez uma aparição de atuação, fazendo o papel de ela mesma. No final de 2015, o cantor estadunidense Who Is Fancy lançou o single "Boys like You", sendo uma parceria com Trainor e Ariana Grande.

### 2016–2017:Thank You
Trainor revelou para a E! Online, no começo de janeiro de 2016, que seu segundo álbum de estúdio, intitulado Thank You, já estava finalizado. A cantora disse a MTV que o álbum tem influências de Elvis Presley, Aretha Franklin e Bruno Mars, e apresenta uma colaboração entre ela mesma e R. City. O primeiro single do disco, intitulado "No", foi produzido por Ricky Reed e lançado em 4 de março de 2016, depois da cantora ganhar o Grammy Award para Best New Artist. O álbum é previsto para ser lançado em 13 de maio de 2016. Depois de "No" ser lançado, outros singles promocionais foram lançados a partir do álbum, sendo eles "Watch Me Do" e "I Love Me", sendo este último uma colaboração com LunchMoney Lewis. Em 2017, Trainor canta uma música para a trilha sonora de Os Smurfs e a Vila Perdida com a canção "I'm a Lady" cujo filme também é a voz original de SmurfMelody, uma das personagens.

### 2018–2020:Treat Myself & The Love Train(EP)
Em 1 de março de 2018, Trainor lançou "No Excuses" e dois meses depois, lançou as faixas "Let You Be Right" e "Can't Dance". Seu terceiro álbum de estúdio, intitulado Treat Myself foi anunciado pela cantora em seu Instagram em 19 de junho de 2018, com data de lançamento para 31 de agosto, mas o álbum foi adiado para 25 de janeiro de 2019, porém o álbum não chegou a ser lançado nesta data, provavelmente por baixo desempenho dos seus singles de divulgação, Apesar disso o disco foi lançado em 2020.
Em 2019, Meghan apostou no EP The Love Train, um extended play com letras baseadas no seu relacionamento com seu noivo Daryl Sabara.[carece de fontes?] O trabalho atingiu números mornos, tendo aparecido em décimo e trigésimo sétimo lugar nas paradas semanais Digital US Sales[carece de fontes?] e US Top Album Sales da Billboard, respectivamente.
No Final de 2019, Meghan Trainor lançou seu novo single Wave, e corfirmou que o Disco lançaria em Janeiro de 2020, No começo de 2020 Meghan lançou Nice To Meet Ya com colaboração de Nicki Minaj, a música alcançou a posição 89 na Billboard Hot 100.  E então seu terceiro álbum de estúdio "Treat Myself" foi lançado no dia 31 de Janeiro.

## Vida pessoal
No dia 7 de outubro de 2020, Meghan anunciou estar grávida de seu primeiro filho, com o ator Daryl Sabara, conhecido pela franquia de filmes Spy Kids.

## Influências
Meghan deu entrevistas dizendo que suas maiores referencias musicais são os cantores Stevie Wonder, Phil Collins, Jackson 5 e a boyband 'N Sync. Meghan também disse que a cantora Christina Aguilera é uma de suas cantoras prediletas e que a escuta desde criança. Meghan também é fã declarada da cantora Britney Spears, da qual ela disse que quando era criança, escreveu uma carta para a mesma, dizendo que gostaria de ser uma popstar assim como ela.

## Filmografia

### Cinema
| Ano  | Título                   | Papel         | Notas          |
| ---- | ------------------------ | ------------- | -------------- |
| 2017 | Smurfs: The Lost Village | SmurfMelody   |                |
| 2019 | Playmobil: The Movie     | Fada Madrinha |                |
| 2023 | Bug Therapy              | Citronela     | Curta-metragem |

### Televisão
Como atriz
| Ano  | Título                | Papel            | Notas                                  |
| ---- | --------------------- | ---------------- | -------------------------------------- |
| 2015 | Undateable            | Ela mesma / Abby | Episódio: "Halloween Walks Into a Bar" |
| 2021 | Blue's Clues & You!   | Arco-íris (voz)  | Episódio: "Blue's Rainy Day Rainbow"   |
| 2023 | How I Met Your Father | Ramona           | Episódio: "Midwife Crisis"             |

Como ela mesma
| Ano  | Título                       | Papel         | Notas         |
| ---- | ---------------------------- | ------------- | ------------- |
| 2018 | The Four: Battle for Stardom | Jurada        | Temporada 1-2 |
| 2020 | The Voice UK                 | Jurada        | Temporada 9   |
| 2021 | Top Chef Family Style        | Apresentadora | Temporada 1   |
| 2021 | Clash of the Cover Bands     | Jurada        | Temporada 1   |
| 2023 | Australian Idol              | Jurada        | Temporada 8   |



## Discografia
- Title (2015)
- Thank You (2016)
- Treat Myself (2020)
- A Very Trainor Christmas (2020)
- Timeless (2024)

## Turnês
- That Bass Tour (2015)
- MTrain Tour (2015)
- The Untouchable Tour (2016)